# Mistrzostwa Świata Juniorów w Biathlonie 2019
Mistrzostwa Świata Juniorów w Biathlonie 2019 – zawody sportowe w biathlonie, które odbyły się w dniach 25 stycznia – 3 lutego 2019 w słowackiej miejscowości Osrblie. Podczas mistrzostw rozegranych zostało osiem konkurencji wśród juniorów oraz osiem wśród juniorów młodszych.

## Juniorzy
| Konkurencja                | Data        | Godzina   | Złoto                                                                                     | Srebro                                                                       | Brąz                                                                                | Źr.   |
| -------------------------- | ----------- | --------- | ----------------------------------------------------------------------------------------- | ---------------------------------------------------------------------------- | ----------------------------------------------------------------------------------- | ----- |
| Bieg indywidualny kobiet   | 28 stycznia | 14:00 CET | Meng Fanqi                                                                                | Juliane Frühwirt                                                             | Franziska Pfnür                                                                     | [ 1 ] |
| Bieg indywidualny mężczyzn | 28 stycznia | 11:00 CET | Martin Bourgeois République                                                               | Mikita Łabastau                                                              | Danilo Riethmüller                                                                  | [ 2 ] |
| Sprint kobiet              | 2 lutego    | 14:00 CET | Kateryna Bech                                                                             | Kamila Żuk                                                                   | Hanna Kebinger                                                                      | [ 3 ] |
| Sprint mężczyzn            | 2 lutego    | 11:00 CET | Vebjørn Sørum                                                                             | Said Karimulla Chalili                                                       | Sivert Guttorm Bakken                                                               | [ 4 ] |
| Bieg pościgowy kobiet      | 3 lutego    | 12:00 CET | Kateryna Bech                                                                             | Hanna Kebinger                                                               | Sophie Chauveau                                                                     | [ 5 ] |
| Bieg pościgowy mężczyzn    | 3 lutego    | 11:00 CET | Vebjørn Sørum                                                                             | Martin Bourgeois République                                                  | Sivert Guttorm Bakken                                                               | [ 6 ] |
| Sztafeta kobiet            | 30 stycznia | 14:30 CET | Francja Camille Bened · Sophie Chauveau · Lou Jeanmonnot                                  | Niemcy Franziska Pfnür · Hanna Kebinger · Juliane Frühwirt                   | Szwecja Amanda Lundström · Annie Lind · Elvira Öberg                                | [ 7 ] |
| Sztafeta mężczyzn          | 30 stycznia | 11:00 CET | Rosja Said Karimulla Chalili · Ilnaz Muchamiedzianow · Wadim Istamgułow · Wasilij Tomszyn | Niemcy Julian Hollandt · Tim Grotian · Philipp Lipowitz · Danilo Riethmüller | Włochy Michael Durand · Patrick Braunhofer · Cedric Christille · Daniele Cappellari | [ 8 ] |

## Juniorzy młodsi
| Konkurencja                 | Data        | Godzina   | Złoto                                                 | Srebro                                                           | Brąz                                                      | Źr.    |
| --------------------------- | ----------- | --------- | ----------------------------------------------------- | ---------------------------------------------------------------- | --------------------------------------------------------- | ------ |
| Bieg indywidualny dziewcząt | 27 stycznia | 14:00 CET | Ukaleq Astri Slettemark                               | Tereza Voborníková                                               | Heidi Nikkinen                                            | [ 9 ]  |
| Bieg indywidualny chłopców  | 27 stycznia | 11:00 CET | Niklas Hartweg                                        | Trym Gerhardsen                                                  | Jakub Kocián                                              | [ 10 ] |
| Sprint dziewcząt            | 1 lutego    | 14:00 CET | Maren Bakken                                          | Amy Baserga                                                      | Marte Møller                                              | [ 11 ] |
| Sprint chłopców             | 1 lutego    | 11:00 CET | Alex Cisar                                            | Lovro Planko                                                     | Otto Invenius                                             | [ 12 ] |
| Bieg pościgowy dziewcząt    | 3 lutego    | 15:20 CET | Amy Baserga                                           | Tereza Voborníková                                               | Maren Bakken                                              | [ 13 ] |
| Bieg pościgowy chłopców     | 3 lutego    | 14:15 CET | Alex Cisar                                            | Rémi Broutier                                                    | Vetle Paulsen                                             | [ 14 ] |
| Sztafeta dziewcząt          | 29 stycznia | 14:00 CET | Norwegia Maren Bakken · Marte Møller · Anne De Besche | Niemcy Lisa Maria Spark · Mareike Braun · Hanna-Michéle Herrmann | Francja Laura Boucaud · Coline Pasteur · Paula Botet      | [ 15 ] |
| Sztafeta chłopców           | 29 stycznia | 11:00 CET | Niemcy Hendrik Rudolph · Darius Lodl · Hans Köllner   | Słowenia Anton Vidmar · Lovro Planko · Alex Cisar                | Włochy Bionaz Leonesio · Tommaso Giacomel · Didier Bionaz | [ 16 ] |